# Charlotta Djurström
Hedvig Charlotta Djurström, född Hoffman den 14 maj 1807, död 19 maj 1877, var en svensk skådespelare och teaterdirektör. Djurström var en av de främsta skådespelarna i den svenska landsorten under 1800-talets första hälft. Hon var gift med Erik Wilhelm Djurström, och efter hans död var hon direktör för Djurströms teatersällskap 1841–1846. 

## Biografi och karriär
Charlotta debuterade 1827 i det kända Stålbergska sälskapet, snart kallat det Djurströmska sällskapet, som turnerade på den svenska landsorten. Hon ansågs vacker, hade bra sångröst och blev snart sällskapets primadonna och direktörens fru. 
Från subrett- och pojkroller blev hon specialist på flick- och hjältinneroller och var 1832 den första att spela Jeanne d'Arc i Orleanska jungfrun på en svensk scen. För rollen blev hon berömmande kallad för "glödande tragisk" och blev så omtalad att publik strömmade från avlägsna bygder för att se henne i rollen. Då sällskapet uppträdde i Stockholm 1841 fick föreställningen dålig kritik, förutom Charlotta Djurström, som ansågs vara en allmänt medelgod skådespelare inom lätt komedi.
Innan sitt giftermål fick Djurström, som då fortfarande hette Hoffman, under ett uppträdande i Göteborg 1832–1833 följande kritik:
"Recensenten hinner nu ej vidare genomgå scenens hela personal, utan vänder sig slutligen till scenens Armida, mamsell Hoffman. Utan andra hjälpmedel än sin rika natur, har hon lyft sig till en höjd inom konstens sfär, över vilken en Siddons, Georgs eller Wolff, om förhållandena varit de samma, troligen aldrig stigit. Hennes figur är intagande utan att vara tragiskt imposant, hennes kropp välgestaltad, smidig och bildren, hennes plastik skön och uttrycksfull. De genomarbetade anletsdragen avspegla med mimisk sanning alla rörelser, som passion eller affekterna väcka. Hennes röst har metallisk klarhet, men är inskränkt i tonernas omfång. Fru Svanberg, den enda med henne jämförliga på Sveriges nomadiska teatrar, anlägger mest på totaleffekt."
Efter Erik Djurströms död 1841 övertog hon ledarskapet för hans teatersällskap och ledde det i fem års tid. Hon var sedan anställd vid Lars Erik Elfforss och Carl Gustaf Hesslers trupper och slutligen vid Ladugårdslandsteatern på 1850-talet fram tills hon slutade arbeta 1864.